# Крайно-Загуже
Крайно-Загуже (пол. Krajno-Zagórze) — село в Польщі, у гміні Гурно Келецького повіту Свентокшиського воєводства.
Населення — 462 особи (2011).
У 1975-1998 роках село належало до Келецького воєводства.

## Демографія
Демографічна структура на день 31 березня 2011 року:
|          | Загалом | Допрацездатний вік | Працездатний вік | Постпрацездатний вік |
| -------- | ------- | ------------------ | ---------------- | -------------------- |
| Чоловіки | 240     | 62                 | 163              | 15                   |
| Жінки    | 222     | 41                 | 133              | 48                   |
| Разом    | 462     | 103                | 296              | 63                   |